# Quercus viminea
Quercus viminea — вид рослин з родини букових (Fagaceae), поширений у Мексиці й США.

## Опис
Вид досягає 10 м заввишки, зі стовбуром до 0,3 м у діаметрі. У дуже посушливі роки дерева поступово втрачають листя протягом довгої сухої весни й можуть стати майже безлистими до того часу, коли дощі прийдуть на початку літа. Кора посмугована. Гілочки темно-червоно-коричневі, майже голі, потім голі в кінці першого року, з численними піднятими сочевицями. Листки напіввічнозелені, шкірясті, вузьколанцетні, веретеноподібні, 3,5–12 × 0,7–1,5 см; верхівка загострена; основа округла або серцеподібна, часто коса; край віддалено потовщений, цілий або з 1–3 асиметричними парами зубів у верхівковій 1/3; верх світло-зелений, блискучий, майже безволосий, за винятком деяких розсіяних трихом; низ жовтуватий, волосистий; ніжка листка запушена, стає безволосою, завдовжки 6–15 мм. Квітне в січні. Чоловічі сережки завдовжки 5–6 см, багатоквіткові; жіночі суцвіття 1–3-квіткові. Жолуді еліпсоїдні або яйцеподібні, поодинокі або в парі, на ніжці 4–5 мм; чашечка в діаметрі 8–11 мм, вкриває 1/3 або більше горіха; дозрівають на другий рік у травні — липні.

## Середовище проживання
Поширення: Мексика (Сонора, Чіуауа, Агуаскалієнтес, Дуранго, Халіско, Наярит, Сіналоа, Гуанахуато, Сан-Луїс-Потосі); США (Аризона).
Цей вид часто від середньо до високо гірських дубових рідколісь, сосново-дубових рідколіссях; росте на висотах 1500–2100 м. Тісно пов'язаний з Q. emoryi.

## Використання
Цей вид використовується для будівництва в сільських будинках, інтенсивно використовується для дров.

## Загрози
Загрозами є прискорене вирубування лісів, фрагментація середовищ існування.